# Aquaman – Herrscher über die sieben Weltmeere
Aquaman – Herrscher über die sieben Weltmeere (Originaltitel Aquaman) ist eine Zeichentrickserie von Hal Sutherland aus dem Jahr 1967 mit dem gleichnamigen, von Paul Norris und Mort Weisinger erschaffenem DC-Superhelden.

## Handlung
Aquaman nutzt seine unglaubliche Kraft und telepathischen Fähigkeiten, um mit den Meeresbewohnern zu kommunizieren und deren Unterstützung im Kampf gegen das Verbrechen zu erhalten. Ihm zur Seite stehen sein jugendlicher Begleiter Aqualad, das Walross Tusky sowie die riesigen Reit-Seepferdchen Storm und Imp.

## Entstehung und Veröffentlichung
| Figur         | Originalsprecher   | Deutscher Sprecher |
| ------------- | ------------------ | ------------------ |
| Aquaman       | Marvin Miller      | David Nathan       |
| Atom          | Pat Harrington jr. | Uwe Büschken       |
| Green Lantern | Gerald Mohr        | Andreas Hosang     |
| Erzähler      | Ted Knight         | Joachim Tennstedt  |

Die Serie besteht aus einer Staffel mit 18 Folgen aus je drei ca. siebenminütigen Geschichten. Aquaman spielt allerdings nur in zweien davon eine Rolle, die dritte Geschichte handelt von einem abweichenden Helden. Im amerikanischen Fernsehen wurde die Serie zunächst ab dem 9. September 1967 im Rahmen der Superman/Aquaman Hour of Adventure auf CBS ausgestrahlt. Bei späteren Sendeterminen wurde teilweise auf die Geschichte mit den abweichenden Helden ausgelassen. Seit 2007 liegt eine amerikanische DVD-Veröffentlichung von Warner Bros. Entertainment mit allen 36 Episoden um Aquaman vor.
1985 wurden in Deutschland acht der Kurzfolgen im Rahmen der Super Powers Collection auf Video Home System veröffentlicht. Sie wurden mit Lutz Mackensy als Aquaman synchronisiert.
2000 entstand unter der Dialogregie von Erik Paulsen eine vollständige Synchronisation bei der Berliner Telesynchron Filmgesellschaft. Diese Fassung wurde dann auf Junior und K-Toon ausgestrahlt.

## Episoden
| Nr. | Deutscher Titel                                                                              | Originaltitel                                                                        | Premiere USA  |
| --- | -------------------------------------------------------------------------------------------- | ------------------------------------------------------------------------------------ | ------------- |
| 1   | Der schwarze MantaZwischen den FrontenDie teuflischen Amphibienmonster                       | Menace Of The Black MantaBetween Two ArmiesThe Rampaging Reptile-Men                 | 9. Sep. 1967  |
| 2   | Sturm über AtlantisDie Erde gerät aus der BahnDas Meer brennt!                               | Return Of NeptoTarget EarthThe Fiery Invaders                                        | 15. Sep. 1967 |
| 3   | SeeräuberMastermind gegen die GerechtigkeitsligaMera in Gefahr                               | The Sea RaidersBad Day On Black MountainWar Of The Water Worlds                      | 22. Sep. 1967 |
| 4   | Das Vulkan-MonsterInvasion der KäferwesenDie rosa Giftbrühe                                  | The Volcanic MonsterInvasion Of The Beetle MenThe Crimson Monster From The Pink Pool | 29. Sep. 1967 |
| 5   | Der EisdrachenStrail, der Herr der PflanzenBohrer aus dem Erdinneren                         | The Ice DragonThe Plant MasterThe Deadly Drillers                                    | 6. Okt. 1967  |
| 6   | Vassa, Königin der WaschiffeDas radioaktive HausRückkehr des schwarzen Mantas                | Vassa – Queen Of The MermenThe House Of DoomThe Microscopic Monsters                 | 13. Okt. 1967 |
| 7   | Die List der Octopus-Wesen/ Die Monster-Maschinen aus dem MeerDer Hinterhältige Torpedo-Mann | The Onslaught On The OctomenThe Monster MachineTreacherous Is The Torpedoman         | 20. Okt. 1967 |
| 8   | Die satanischen SaturnianerJagd auf BestienDer Hirnwellengenerator                           | The Satanic SaturniansThe Space Beast Round-UpThe Brain, The Brave And The Bold      | 27. Okt. 1967 |
| 9   | Vorsicht vor dem Fisherman!Rettung vor den roten FlugsauriernEin teuflischer Plan            | Where Lurks The FishermanOperation RescueMephisto’s Marine Marauders                 | 4. Nov. 1967  |
| 10  | Das Terror-TrioFlash gegen die RiesenameiseDer Torpedo-Mann kehrt zurück                     | The Trio Of TerrorThe Chemo-CreatureThe Torp, The Magneto, And The Claw              | 11. Nov. 1967 |
| 11  | Bedrohung für die Kiemen-WesenProfessor Krag will RacheDer Unterwassergnom greift an         | Goliaths Of The Deep-Sea GorgeTake A Giant StepThe Sinister Sea Scamp                | 18. Nov. 1967 |
| 12  | Der TeufelsfischWettlauf um die WeltScavo und die Unterwasser-Piraten                        | The Devil FishTo Catch A Blue BoltThe Sea Scavengers                                 | 25. Nov. 1967 |
| 13  | In Captain Cudas KlauenGefahr vom PlutoDer Spiegelmann vom Planeten Imago                    | In Captain Cuda’s ClutchesPeril From PlutoThe Mirror-Man From The Planet Imago       | 2. Dez. 1967  |
| 14  | –                                                                                            | The Sea SorcererA Visit To VenusThe Sea-Snares Of Captain Sly                        | 9. Dez. 1967  |
| 15  | Atlantis in Gefahr!Die 23. DimensionDie heimtückische Vassa                                  | The Undersea Trojan HorseThe Twenty-Third DimensionThe Vicious Villainy Of Vassa     | 16. Dez. 1967 |
| 16  | Der Auftriebsstrahl–Der König der Quatix und der Bimphar                                     | Programmed By DestructionEvil Is As Evil DoesThe War Of The Quatix And The Bimphars  | 23. Dez. 1967 |
| 17  | Gefahr vom Planeten Stygia                                                                   | The Stickman Of StygiaThe Vanishing WorldThree Wishes To Trouble                     | 30. Dez. 1967 |
| 18  | Begehrte Beute für den schwarzen MantaKönigin SirenaOzeanus – Weiser Mann des Meeres         | The Silver SphereSirena, Empress Of EvilTo Catch A Fisherman                         | 6. Jan. 1968  |

1. 1 2 3  Folge mit Gerechtigkeitsliga
2. 1 2 3  Folge mit The Atom
3. ↑  Videotitel Die mikroskopischen Monster
4. ↑  Videotitel Die Krakenmänner greifen an
5. 1 2 3  Folge mit den Teen Titans
6. ↑  Videotitel Der tückische Torpedomann
7. ↑  Videotitel Fishermanns Hinterhalt
8. ↑  Videotitel Mephisto Meeres Plünderer
9. ↑  Videotitel Das Terror Trio
10. 1 2 3  Folge mit The Flash & Kid Flash
11. 1 2 3  Folge mit Hawkman
12. ↑  nur Videotitel
13. 1 2 3  Folge mit Green Lantern
14. ↑  Videotitel Der alte Mann aus dem Meer